# Ufton
Ufton est un village et une paroisse civile du Warwickshire, en Angleterre. Administrativement, il dépend du district de Stratford-on-Avon.
La population issue du recensement de 2011 était de 319 habitants. Il se trouve à 8 km au sud-est de Royal Leamington Spa et à 3 km à l'ouest de Southam sur la route A425. Il à 121 mètres au-dessus du niveau de la mer, au sommet d'un escarpement glaciaire qui s'est formé au cours de la dernière période glaciaire. Ufton Fields (en), site d'intérêt scientifique spécial de 77 acres (31 ha), se trouve au sud-est du village. L'église paroissiale, dédiée à Saint Michel, date au moins du début du XIIIe siècle. Le Grand Union Canal se trouve à quelques pas du village, au nord.